# Afraflacilla yeni
Afraflacilla yeni là một loài nhện trong họ Salticidae.
Loài này thuộc chi Afraflacilla. Afraflacilla yeni được Marek Żabka miêu tả năm 1993.